# Aedes longipalpis
Aedes longipalpis är en tvåvingeart som först beskrevs av Grunberg 1905.  Aedes longipalpis ingår i släktet Aedes och familjen stickmyggor. Inga underarter finns listade i Catalogue of Life.